# Carnaval basque
 (août 2025).
Si vous disposez d'ouvrages ou d'articles de référence ou si vous connaissez des sites web de qualité traitant du thème abordé ici, merci de compléter l'article en donnant les références utiles à sa vérifiabilité et en les liant à la section « Notes et références ».
Les carnavals de différents villages du Pays basque sont des fêtes populaires à caractère païen. Dans la plupart des cas, elles se tiennent durant les trois jours qui précèdant le mercredi des Cendres et prennent des formes différentes selon la localité.
Les festivités portent un nom différent selon le dialecte local : inauteriak, ihauteriak, iñauteriak, ihoteak ou iñoteak. Dans certaines provinces, comme le Guipuscoa, ils prennent le nom du jour où ils se déroulent. Par exemple, dans certains villages, on appellera astearteak (« mardis » en basque) le carnaval qui se déroule le mardi.

## Origines de la fête
En milieu rural, lorsque le mois de février arrivait, les bénéfices de l'abattage de novembre se faisaient rares et le sacrifice chrétien du Carême pouvait être considéré d'une certaine manière comme une sacralisation de cette épreuve. Le carnaval, ou inauteria, était la dernière occasion de l'hiver  pour que les jeunes effectuent une collecte dont les bénéfices servaient à organiser un grand banquet. Comme dans presque toute l'Europe, dans les territoires qui constituent aujourd'hui le Pays basque et la Navarre, il y avait un besoin de nourriture et les fêtes étaient l'occasion de manger après avoir exécuté des rites et des chants. Le fait que cette situation n'existe plus aujourd'hui a entraîné la perte de cette coutume, bien qu'aujourd'hui de nombreuses traditions soient remises au goût du jour.
Sous le régime franquiste, bon nombre des célébrations qui composaient ces carnavals ont été interdites et poursuivies et ont cessé d'être célébrées dans de nombreuses localités, bien qu'après la fin de la dictature, et même avant dans certaines municipalités, les traditions aient été rétablies dans la plupart des régions.
Le carnaval a également changé au fil des ans, mais son essence est toujours vivante : s'amuser et se défouler pendant quelques jours. La transgression des règles qui accompagnaient le carnaval n'est plus la même aujourd'hui.

## Communauté autonome du Pays basque

### Bilbao
Chaque année, se tient le procès de deux personnages fictifs Farolín et Zarambolas sur la plaza Nueva (Plaza Berria en basque), un des principaux éléments distinctifs et traditionnels. Durant les festivités on note plusieurs épreuves de force basque, des processions de géants, et le fameux Enterrement de la Sardine.

### Eibar
Appelé aratosteak, le carnaval s'ouvre avec le jeudi gros (eguen zuria en basque). Plusieurs activités ponctuent la fête : défilé d'écoliers, chansons et danses des chaudronniers, concours de play-back, musique traditionnelle basque, ainsi que de pasa-calles (passe-rue), défilés de fanfares de rue en rue destinés à animer la ville en fête. De là on passe au vendredi maigre, pour terminer le mardi de carnaval.

### Laudio
Le carnaval de Laudio (Alava) a des caractères de carnaval urbain, bien qu'il ait conservé une certaine tradition du passé rural de la localité. C'est le cas du personnage de la Bruja de Leziaga (sorcière de Letziaga), qui rappelle la légende de la femme qui habitait dans la grotte de Letziaga, elle coiffait les cheveux avec des peignes d'or et elle attirait les bergers avec des chansons qui s'approchaient de la grotte. Les groupes promènent une marionnette qui représente la sorcière au début du carnaval et dans leur acte final, la condamnent à mort par le feu.

### Mundaka

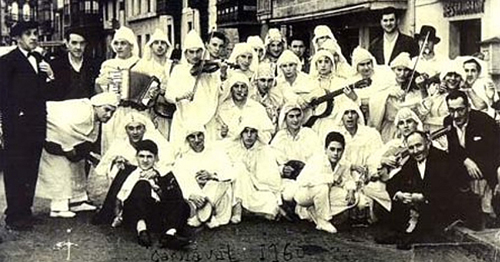
Groupe dAtorrak en 1960.

Le carnaval de Mundaka (Mundakako aratusteak en basque) est un des carnavals les plus anciens du Pays basque dont les célébrations datent de 1700. Il commence avec les chansons des marrauak, nom que reçoivent les Atorrak (les hommes du village), Mozos vêtus de blanc participant au carnaval.
On ouvre ultérieurement les festivités avec un groupe de txistulariak. Plus tard les Atorrak chantent une chanson qui traite d'un événement important arrivé dans cette localité côtière tout au long de l'année.
La chanson terminée, les hommes se réunissent avec les femmes, les Lamiak, qui sont habillées de noir, en opposition avec les vêtements des hommes. Les Atorrak  et les Lamiak sont les protagonistes incontournables des carnavals de Mundaka.

### Ondarroa
Dans cette localité côtière biscaïenne qu'est Ondarroa, les personnages typiques Lantzoi et Akuli (poisson aiguille) sont promenés en procession le samedi et le mardi de carnaval, respectivement.

### Tolosa

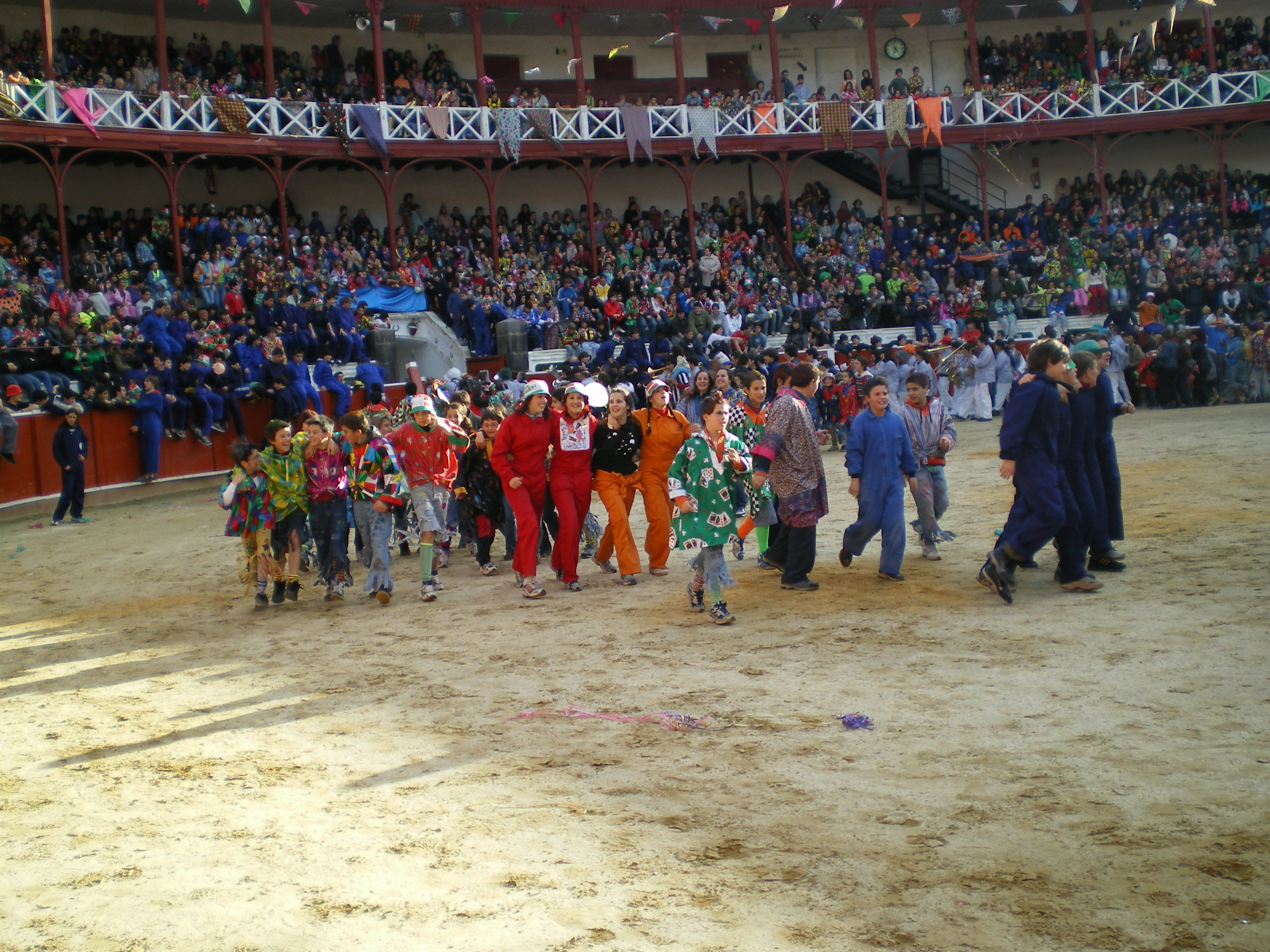
Arènes de Tolosa durant le Carnaval

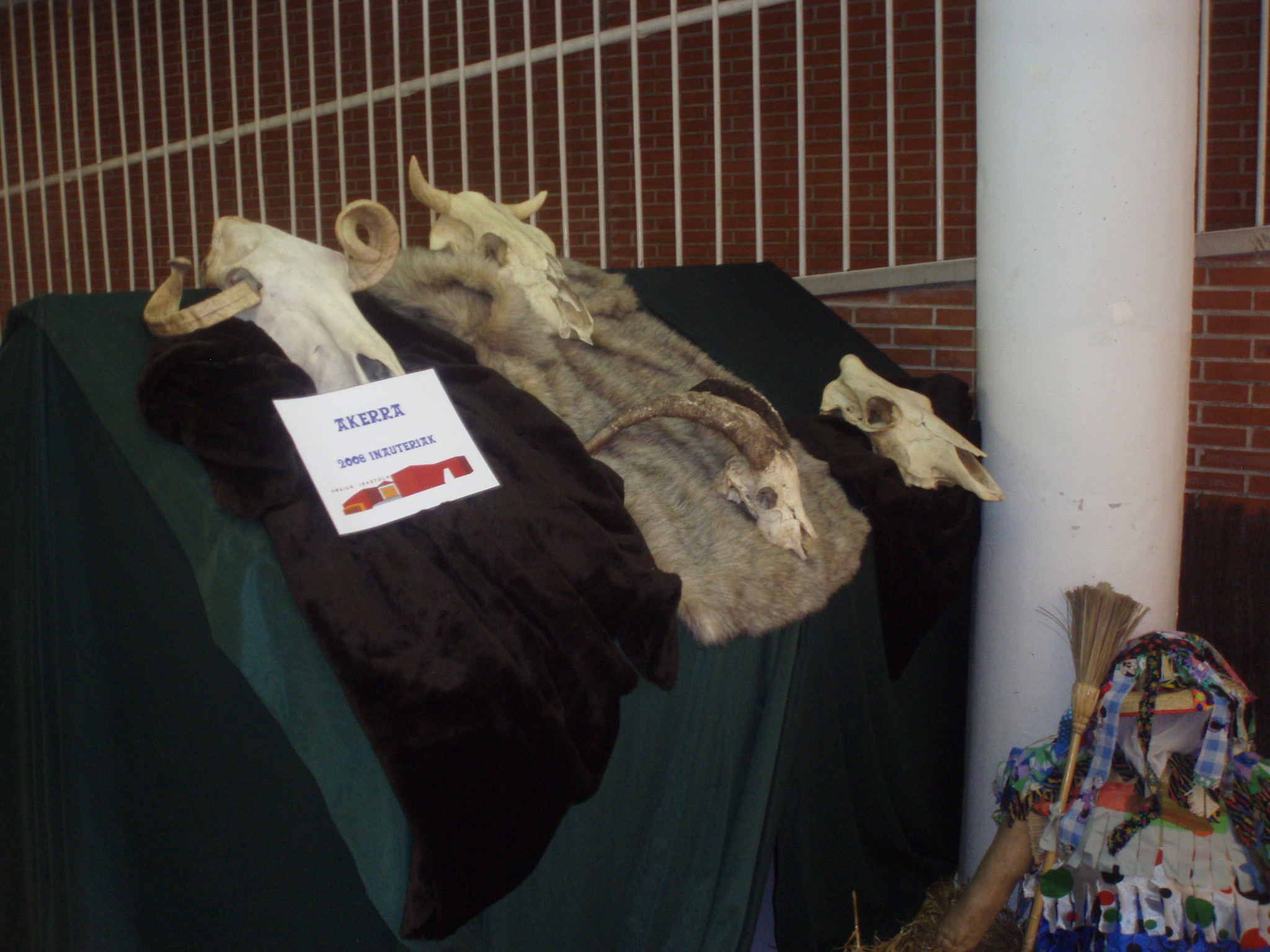
Akerra (bouc), déguisement typique du carnaval alsasuarra

Les carnavals de Tolosa au Guipuscoa sont les plus célèbres et probablement les plus médiatiques du Pays basque. Pendant les quarante années d'interdiction franquiste, les tolosarras ont dû déguiser les célébrations du carnaval en Fêtes du Printemps, même si celle-ci avait lieu en hiver pour qu'ils soient tolérés par les autorités. Elles durent 6 jours et incluent des activités communes à des célébrations des autres parties de l'Espagne comme l'Enterrement de la Sardine, taureaux (aux cornes protégées par des boules), génisses et d'autres plus typiques au Pays basque comme les tamborradas de Saint-Sébastien et un défilé remarquable de chars.

### Zalduendo
À Zalduendo, l'acte central est le jugement de Markitos, personnage carnavalesque récupéré durant les années 1960 et qui représente les maux de l'année et après un jugement, sera accroché à une perche le samedi du carnaval sur la place publique. Dimanche matin, on le promène dans la localité, on le juge puis il est brûlé pour s'être rendu indigne et coupable du mal qu'il aura fait subir au peuple durant toute l'année.

## Navarre

### Altsasu
À Altsasu, le personnage principal est le Momotxorro, un déguisement orné d'une corne énorme avec un panier sur la tête, peaux de brebis, un trident et d'énormes taches de sang sur une grande chemise blanche. On ne connaît pas l'origine de ce personnage, mais il est sans doute un des personnages du carnaval rural basque avec une charge très violente. Il existe des légendes à Altsasu relatives, il y a de nombreuses années, à quelques personnes du village qui se déguisaient en animaux pour raser les maisons, voler et violer les femmes qui s'y trouvaient. Ce qui justifierait les taches de sang du personnage. Après des années d'interdiction franquiste, ce personnage a été récupéré en 1982 sur la base des recherches de l'accordéoniste Enrike Zelaia, qui a consulté les plus anciens du village. Depuis lors, il est chaque fois plus populaire. La danse de ces personnages sur la place des fors représente l'identité du village. Il a lieu le mardi précédant le mercredi des Cendres sur l'air de la « Momotxorroen dantza ». Les habitants du village sont déguisés en sorcières et fantômes et complètent le cortège. Lucifer préside le cortège, un bouc cornu de l'Akelarre. Tous dansent sur le même air.

### Arantza
Il a lieu au mois de février. Dans les célébrations les jeunes de la commune d'Arantza s'habillent de blanc avec un mouchoir, en plaçant des pompons et des bandes de papier multicolores sur le dos. Les mozorro zuriak et mozorro beltzak (mozorro blancs et noirs en basque), nom avec lequel ils sont connus, parcourent les différents quartiers en demandant de l'argent pour organiser un banquet pour tout le village le week-end.

### Berriozar
Le personnage du carnaval de ce village de la comarque de Pampelune est appelé Txolin, un personnage dont le nom réel était Félix Sarasa et qui comme on le croit est né à Berriosuso durant les dernières années du XVIIIe siècle. Il est promené dans Berriozar les 1 et 2 février. Selon cette même légende Txolin a contracté un mariage avec une femme d'Artika, en arrivant à la mairie de ce village. On pense que le mote de Txolin provient de son penchant à la boisson et à la festivité.

### Burlada
On a récemment récupéré le personnage du sorcier local, Lucas de Ayerbe, comme personnage malin de la fête de carnaval qui dans la commune de Burlada, proche de Pampelune est appelée Martingala.

### Cintruénigo
Les personnages principaux des carnavals cirboneros (gentilé des habitants de Cintruénigo) sont les Zarramuskeros. Ils s'habillent en tenue de plongeurs bleus ou tout autre déguisement, munis d'instruments variés, qui salissent de farine, bleuet, de l'eau, serrín ou tout autre élément à tous ceux qui se montrent face découverte.
Le carnaval a été récupéré dans les années 1980 puisqu'il était interdit depuis 1939-1940. La festivité commence le vendredi avec la lecture du pregón, le samedi soir a lieu un feu traditionnel et le dimanche un défilé par les rues de la localité pour se terminer avec l'enterrement traditionnel de la sardine.
Dans le passé, ces carnavals étaient fêtés pendant les dimanches, lundis et mardis et les Zarramuskeros utilisaient jusqu'à des excréments ou du suif pour souiller, ils jetaient aussi généralement des œufs qui contenaient de l'encre, azulete ou du goudron.
D'autres préféraient mettre des épines et frotter énergiquement avec les femmes. Ils montaient aux balcons des maisons et arrivaient même à jeter les portes des maisons persécutant les filles.

### Cizur
Le personnage principal est Tartalo, qui a été récupéré il y a quelque 25 ans. Le samedi de carnaval on promène ce personnage dans le village, on simule un vol et ensuite on le brûle. Il existe une danse spécifique pour cet événement.

### Estella
Ce carnaval, tout comme celui de Lantz, a un bandit légendaire comme protagoniste. Son nom est « Aldabika », qui a été un personnage célèbre au XIXe siècle pour ses vols. Il a finalement été trouvé mort dans un tas de fumier sur le chemin qui conduit au Monastère d'Iranzu. Il a été emprisonné, jugé et brûlé. Tout ce périple représente Los Llanos d'Estella le matin du samedi de carnaval. Le bandit est promené dans différentes rues de la ville, accompagné des « Palokis », personnages qui dansent et chantent accompagnés de cornemuses, et d'autres figures qui symbolisent différents métiers de la zone : bergers, agriculteurs, charbonniers… Ils arrivent finalement jusqu'à Los Llanos, où Aldabika est incinéré.
Les actes continuent l'après-midi, quand un nouvel Aldabika est à nouveau promené par la ville, cette fois dans un char du XIXe siècle. Il est conduit à la Plaza des Fueros, la plus grande place de la localité, où au début de la nuit ils le brûlent au milieu de l'Algarabía.
Le vêtement d'Aldabika est composé d'une chemise imprimée de fleurs, d'un pantalon bleu, d'un mouchoir autour du cou et d'un chapeau de moissonneur. Il est préparé l'après-midi du jour précédent dans l'atelier de Carmelo Boneta.
Les « Palokis », pour leur part, se distinguent par leurs têtes énormes. Ils sont couverts d'un cercle sur la tête, auquel ils cousent une toile de couleurs très vives qui couvre presque complètement le corps. À la ceinture ils adaptent une chemise ou un veston avec les douilles accrochées et les gants qui simulent des mains. En levant le cercle, ils parviennent à avoir l'aspect de géants. Toutefois, l'origine de cette figure n'est pas strictement carnavalesque, mais ce déguisement était employé par les groupes de quintos qui partaient du village pour effectuer le service militaire et qu'ils utilisaient aussi pour les carnavals.

### Etxauri
Le carnaval d'Etxauri est une des principales festivités de la vallée d'Etxauri qui se déroule en janvier ou en février. Le principal personnage est le Gerexipot ainsi que les Banderadunak, Alkateak et Hauts-botatzaileak.

### Goizueta
Les célébrations de Goizueta ont lieu le 20 février de chaque année. Le premier jour des fêtes, des groupes de jeunes du village (appelés « Mozorrok ») parcourent les fermes qui entourent la localité, étant reçu par les familles de chaque maison avec repas et boisson, et ils réunissent aussi de l'argent pour organiser le banquet du village. L'après-midi du 20, ces mêmes jeunes forment un comité avec des musiciens en accompagnant un personnage principal : le « Zaia » (ils peuvent être un ou deux), habillé avec une tenue plongeur bleu et avec le visage peint en noir et le contour des yeux rouge, représente le rôle d'un charbonnier qui porte une outre (zahagia en basque, dans le Goizueta zaia) avec quelques sonnailles accrochées. Ils accompagnent les Mozorrok, habillés ceux-ci de blanc, avec béret rouge, mouchoir et ceinture. Par moments, le cortège se réunit et présente la zahagi-dantza, accompagnée d'une musique jouée avec la trikitixa. Au moment de terminer la danse, le charbonnier sort en courant et poursuit les femmes pour teindre en noir leurs visages en les frottant énergiquement avec le leur.
Cette célébration a son origine dans une anecdote que ceux du lieu comptent comme véridique : l'histoire, située à une époque non déterminée, parle d'un charbonnier qui vivait pendant toute l'année dans la montagne et se consacrait à son travail. En arrivant aux festivités du carnaval, il descendait au village comme faisaient généralement tous ceux qui vivaient comme lui, et comptait se saouler pour embrasser toutes les femmes qu'il trouvait sur son passage. Par conséquent, la coutume est née apparemment quand les jeunes du village ont voulu ridiculiser leurs compatriotes par cette présence. À la fin de la danse, les Mozorrok frappent avec leurs cannes l'outre (zahagi) que le Zaia a attaché sur son dos, puisque selon l'histoire, les garçons jaloux du village ont fini en tapant le charbonnier.
Dans la localité voisine d'Arano, il existe aussi cette tradition avec sa propre danse.

### Huarte
La commune  d'Huarte située dans la comarque de Pampelune prend dans ses célébrations des personnages d'autres localités comme les « Joaldunak » ou Zanpantzarrak originaires d'Ituren et de Zubieta ou les « Zamaltzain » (les animaux avec tête de cheval apparaissent aussi dans les mascarades souletines). Il apporte en outre des personnages propres et caractéristiques à la célébration comme :
- Tipulón : c'est une grande marionnette couverte de tresses d'oignons et feuilles et qui est aussi parfois couverte de fougères.
- Txatxos : ils accompagnent Tipulón pendant tout le kalejira (cavalcade) il est harcelé par une autre cavalcade qui tente d'arracher les queues aux kemakulos pour extraire leur méchanceté et la brûler dans le feu. Il n'est pas besoin de les décrire, puisqu'ils sont arrivés jusqu'à nos jours.
- Minervas

### Ituren et Zubieta

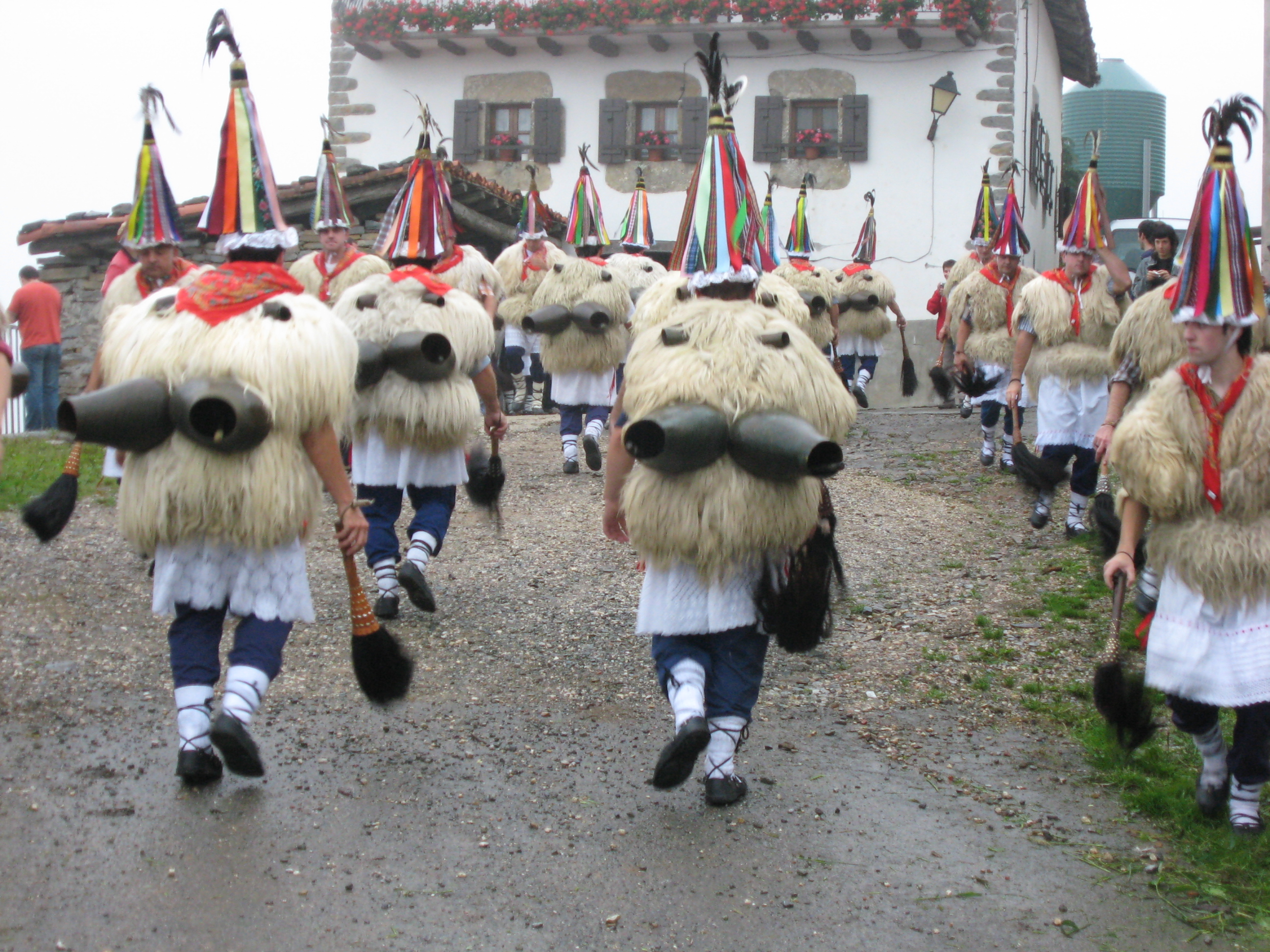
Zanpantzar joaldunak à Ituren.

Caractérisés par ses groupes de Zanpantzarrak (pluriel basque, plus connu ici comme les « Joaldunak », littéralement ceux qui portent les sonnailles) qui parcourent les deux villages en battant leurs sonnailles, solidement fixées sur les reins, et au pas. Ils commencent à Zubieta le lundi suivant le dernier dimanche de janvier. Les Zanpantzar ou Joaldunak parcourent le tronçon de Zubieta à Ituren et en arrivant les habitants offrent le déjeuner et la musique. Au jour suivant, il est répété, mais cette fois ce sont les Joaldunak d'Ituren qui visitent ceux de Zubieta.
L'objectif des Zanpantzarrak qui parcourent à l'unisson de leurs sonnailles la distance entre Ituren et Zubieta, consiste apparemment à chasser les mauvais esprits et à essayer de réveiller les énergies de la nature à la fin de l'hiver.
D'autres personnages de ces carnavals sont l' « Hartza » (un ours avec une tête de brebis, couvert de peaux de brebis qui prend la tête du cortège des Joaldunak), ou le maître, chargé de diriger ses compagnons à l'aide d'un cor. On notera qu'il existe des personnages en tous points similaires aux Joaldunak dans les Monts Rhodope en Bulgarie.

### Lantz

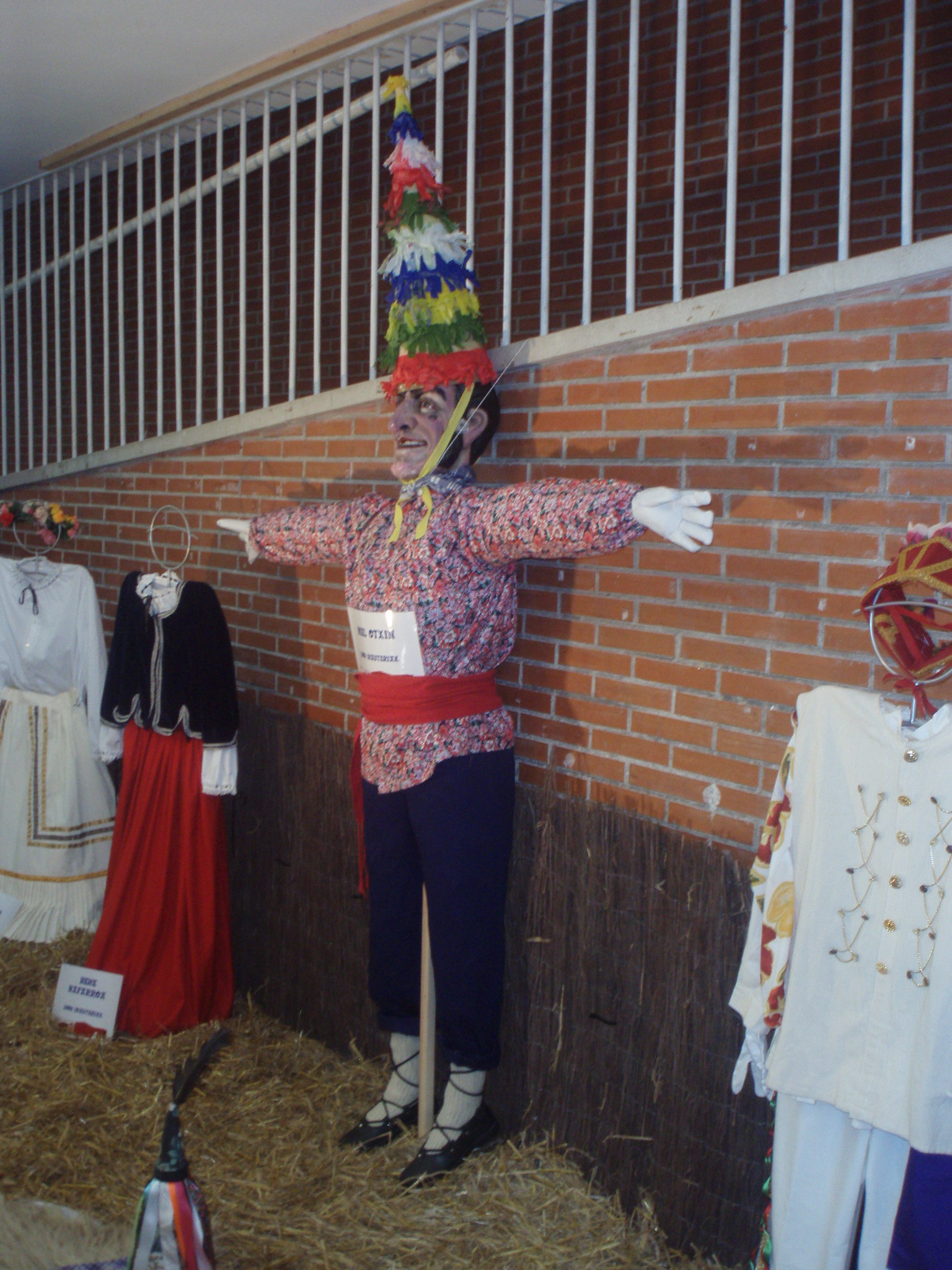
Miel Otxin, bandit légendaire protagoniste du carnaval de Lantz.

Dans cette localité du nord de la Navarre, située entre les vallées de l'Ultzama et d'Anue, on représente la capture et l'exécution (il est brûlé) du mythique et légendaire bandit Miel Otxin. Cette célébration a lieu le mardi de carnaval. Il s'agit d'un carnaval qui se déroule sur plusieurs jours. Le soir les rues sont remplies d'habitants qui représentent différents personnages :
- Miel Otxin : c'est un mauvais bandit qui représente les mauvais esprits. Le lundi il est capturé et le mardi de carnaval il est exécuté et est brûlé dans le bûcher, tandis que les habitants dansent autour de ce dernier.
- Ziripot : habillé de sacs remplis de paille, ce personnage obèse parcourt les rues tandis que les Zaldiko le démolissent au sol.
- Zaldiko : joyeux et sauteur, habillé dans ses plus beaux atours (un cheval sur sa ceinture).
- Ferralariak : ce sont les forgerons qui mettent les fers à cheval aux Zaldiko.
- Txatxo : ils représentent la population de Lantz, sont habillés de vieux chiffons, portent des balais de paille et ont la face couverte.

### Lesaka
Les célébrations de Lesaka se concentrent le dimanche de carnaval. Quand le soleil se lève, les rues du village se remplissent de zaku zaharrak (littéralement vieux sacs), trente personnages habillés avec des sacs de toile remplies d'herbe sèche, deux entre les jambes et un sur le tronc. Ils ont le visage couvert avec un mouchoir, un chapeau de paille et une pizontzia (« pot de chambre » en basque), avec lequel ils incitent le public. Ces personnages défilent en file indienne en suivant la musique de la banda du village accompagnés des « Mairus » (femmes au large chapeau et couvertes d'abondantes bandes multicolores) et les « Goitarrak » (des fermiers des montagnes).

### Leitza
C'est un des premiers carnavals. Il a lieu le troisième weekend de janvier. De samedi à mardi se succèdent les défilés et le parcours d'une cavalcade déguisés par les plus de cent fermes de la localité de Leitza.

### Lumbier
Dans cette localité de Lumbier, le carnaval rural prend un essor durant ces dernières années, ayant récemment récupéré les Oridos et les Iraskos par l'association d'habitants Lisabe qui sont habillés avec des couvre lits ou sacs toile de jute, paniers d'osier et paniers avec des cornes sur la tête. Après les dîners au village, la festivité est prolongée généralement jusqu'à l'aube avec des danses organisées par la mairie.

### Luzaide

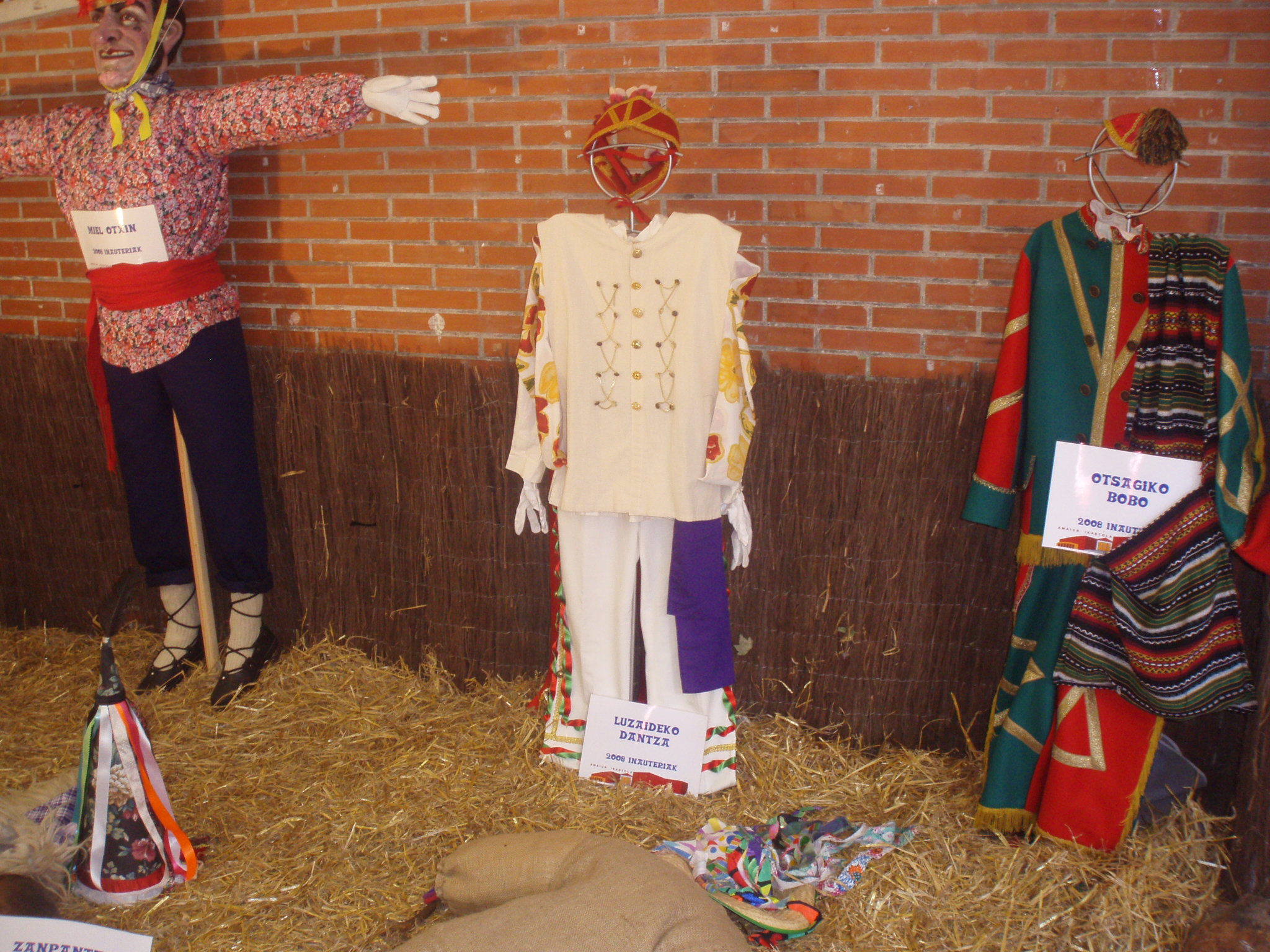
Costume de bal typique de Luzaide/Valcarlos

Dans leur kabalkada traditionnelle, les chorégraphies en chaîne ou en cercle ouvert ont un grand nombre de dantzari (danseur) (mardar dantzak ou dantzak korda), outre les personnages comme des chevaux et des cavaliers, des chiens, des oiseaux, des géants. Du point de vue folklorique, cette localité frontalière peut être incluse dans la Basse-Navarre , ce pourquoi ses danses sont communes sur ce territoire mentionné et ainsi que dans quelques localités labourdines .

### Pampelune
Les personnages centraux des carnavals de Pampelune sont au nombre de deux : les chaudronniers et le Maris Trapu.
Depuis plus d'une décennie l'Asociation des Caldereros (Association des chaudronniers) revitalise et renouvelle les carnavals de Pampelune dont l'origine remonte au Moyen Âge.
Le jour des chaudronniers (samedi précédant le mardi de carnaval) est né il y a un peu plus d'un siècle, prétendant imiter les tribus gitanes qui chaque année, allaient à la ville vendre leurs produits pour carnaval.
Dans le Casco Antiguo de Pampelune (Vieux quartier) se produit la mort sur le bûcher de la poupée "Maris Trapu" dans la source de Navarrería. La poupée est grasse et laide, et représente le mauvais chef des Francs qui ont pillé et rasé le Burg de la Navarrería au XIIe siècle. Le chef franc est mort brûlé dans sa tour. La poupée est placée le jeudi précédant le mercredi des Cendres ; on lit ensuite le pregón et on présente l'histoire "du Maris Trapu".

### Tafalla
Dans la célébration du carnaval de Tafalla, petite ville de la mérindade d'Olite, il faut souligner les déguisements de la nuit du samedi de carnaval, ainsi que le défilé du dimanche matin. De même, dans la nuit de mardi est brûlée une marionnette qui représente le malheureux lieutenant colonel Lagunero, un militaire sanguinaire en rapport avec les guerres carlistes du siècle passé. Les troupes de ce colonel dans la ville en avril 1869. Il existe divers couplets consacrés à ce personnage.

### Tudela
Les personnages typiques sont ici les zipoteros (ou cipoteros), qui ont la tête couverte avec un masque et montrent des caramels. On accompagne les capirotes en parcourant les rues le vendredi précédant le mercredi des Cendres et mardi de carnaval.

### Unanu

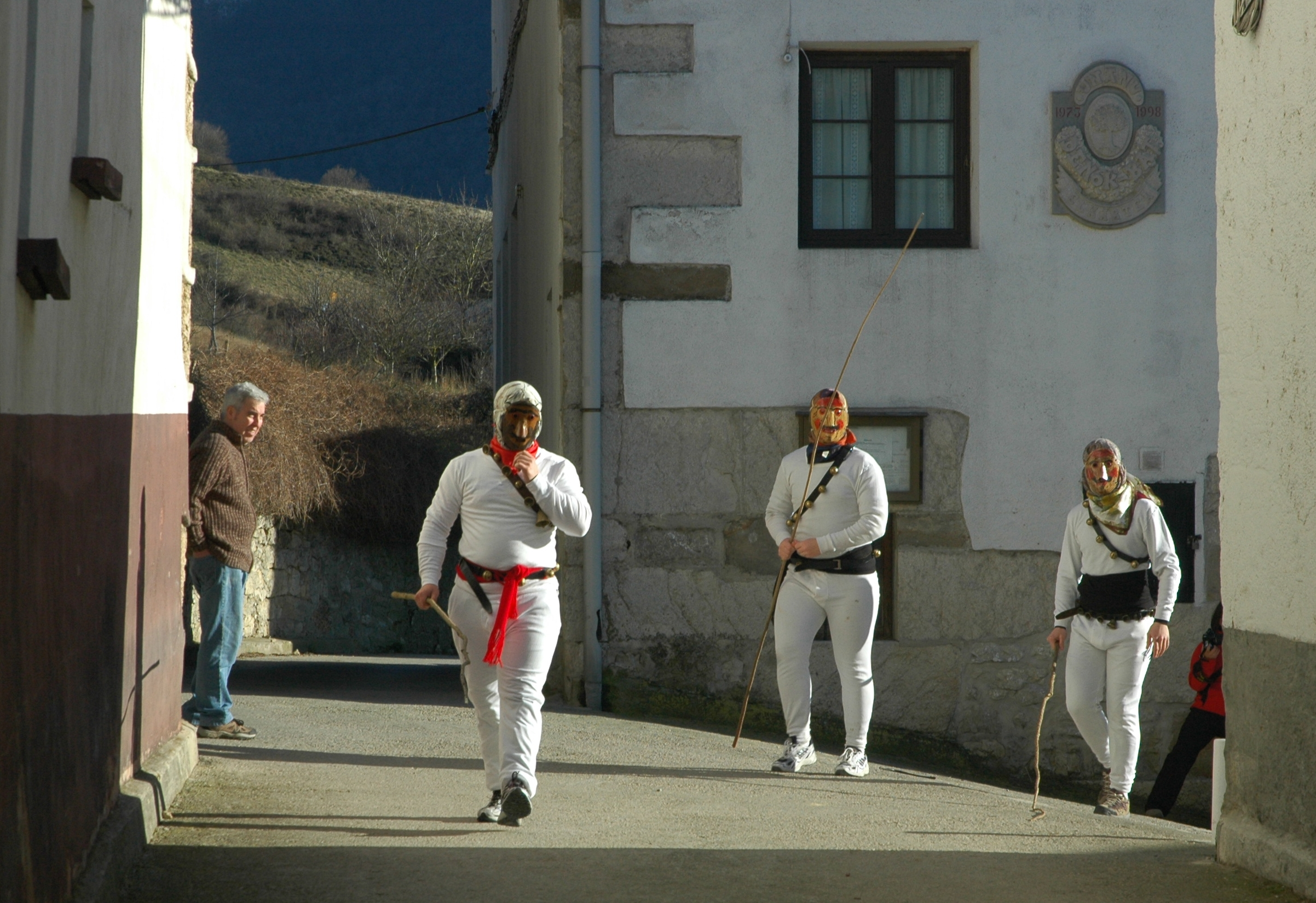
Carnaval de Unanu

Il s'agit d'un carnaval qui, contrairement à d'autres municipalités, a lieu depuis le Moyen Âge. Une douzaine de mozos du village habillés de mamuxarros incitent avec des branches de noisetier (zumak) à tous ceux qui se trouvent dans la rue pendant deux heures. Ils utilisent des masques très anciens de bronze dont l'origine n'est pas connue et qui, au terme de la célébration, sont gardés à la mairie.

### Bera
À Bera, on organise un défilé appelé Inudeak eta artzaiak (nourrices et bergers en basque) où les hommes sont habillés en bonnes d'enfant et les femmes en bergers, représentant une modification des rôles traditionnels. Ensemble, les Iñudeak et les Artzaiak dansent en file au rythme de la musique. À certains moments les bébés des nourrices (représentés par des marionnettes et des poupées) sont lancés en l'air et sont récupérés au vol par ces dernières.
Les personnages comme le Rey Momo sont aussi représentés dans des pasacalles, habillé comme un ancien monarque et qui est porté dans un carrosse, et une représentation des autorités locales comme le maire, le prêtre, le juge ou le militaire.

## Labourd
Les tournées du carnaval Labourdin ont été inscrites à l'Inventaire du patrimoine culturel immatériel en France en 2018.
Les célébrations de Libertimendua et Santibate, célébrées en deux temps pendant la période de Carnaval en Basse-Navarre et dans quelques villages du Labourd, ont été inscrites à l'Inventaire du patrimoine culturel immatériel en France en 2020.

### Ustaritz
Le carnaval (Ihauteria) d'Ustaritz, a une tradition multiséculaire avec le défilé des kaskarots de maison en maison. La tradition du Zanpantzar, recréée en 1985, attire chaque année des milliers de spectateurs le jour du mardi gras. C'est assurément le plus pittoresque du Labourd, à la fois mainteneur de tradition et résolument tourné vers la création. Depuis 1985, dans le cadre du festival Hartzaro - le réveil de l'ours - qui rythme le retour du printemps, ont lieu en particulier des joutes de bertsolari, des concours gastronomiques et des groupes musicaux, de danses et carnavaliers venus de tout le Pays basque s'y produisent.

## Soule

### Mascarades
Dans la mascarade souletine, des personnages issus de la mythologie basque sont vêtus de vêtements rouges ou noirs.
- Bons Personnages : Txerrero, Gatüzain, Zamalzain, Atxuriak, Artzana, Hartza, Kantiniersa.
- Mauvais Personnages : Buhameak , Kerestuak, Kükülleroak, Marexalak, Zanpurrak, Xorrotxak, Kauterak, Bedeziak …

### Autres
La localité de Tardets organise le Basabürüko Ihauteriak (carnaval d'Alta-Sola en basque souletin, Basaburu étant le nom de l'Alta-Sola) avec, entre autres, le jugement de San Pantzar.